# Brix
Pour les articles homonymes, voir Brix (homonymie).
Brix (prononcé /bʁi:/) est une commune française, située dans le département de la Manche, en région Normandie, peuplée de 2 146 habitants.

## Géographie

### Localisation
La commune est au nord du Cotentin. Couvrant 3 216 hectares, le territoire de Brix est le plus étendu du canton de Valognes. Son bourg est à 10 km au nord-ouest de Valognes, à 10 km au nord-est de Bricquebec-en-Cotentin et à 13 km au sud de Cherbourg-en-Cotentin.
| Tollevast                         | Cherbourg-en-Cotentin | Le Mesnil-au-Val, Saussemesnil |
| Saint-Martin-le-Gréard, Breuville | Brix                  | Saussemesnil                   |
| Rauville-la-Bigot, Sottevast      | Sottevast, Négreville | Saint-Joseph                   |

### Géologie et relief
La commune est située dans le Massif armoricain. Une carrière était ouverte dans les grès armoricains, rapportés à l'Ordovicien.
Le point culminant (176 m) se situe en limite nord-est, près du lieu-dit de Saussemesnil la Sorellerie. Le point le plus bas (39 m) correspond à la sortie de la rivière de Claire — affluent de la Douve — du territoire, au sud.

### Hydrographie
La commune est située dans le bassin Seine-Normandie. Le bassin versant de la Douve, qui délimite le territoire à l'ouest, recouvre la majorité de la commune. Ainsi, on y rencontre nombre de ses premiers affluents : l'Eau Gallot, qui marque la limite au nord-ouest, le ruisseau Canelle, la rivière de Rade et la rivière de Claire en limite sud-est. Deux courts affluents de la rivière de Gloire — donc sous-affluents de la Douve — prennent leurs sources à l'est. Une petite partie au nord du territoire se situe dans le bassin versant de la Divette, dont le principal affluent, le Trottebec, borde le territoire après y avoir pris sa source,.
La Douve, d'une longueur de 79 km, prend sa source dans la commune de Tollevast et se jette dans la baie de Seine à Carentan-les-Marais, après avoir traversé 28 communes. Les caractéristiques hydrologiques de la Douve sur la commune de Sottevast. Le débit moyen mensuel est de 1,29 m3/s. Le débit moyen journalier maximum est de 19,4 m3/s, atteint lors de la crue du 2 janvier 2024. Le débit instantané maximal est quant à lui de 34,1 m3/s, atteint le 11 décembre 2017.

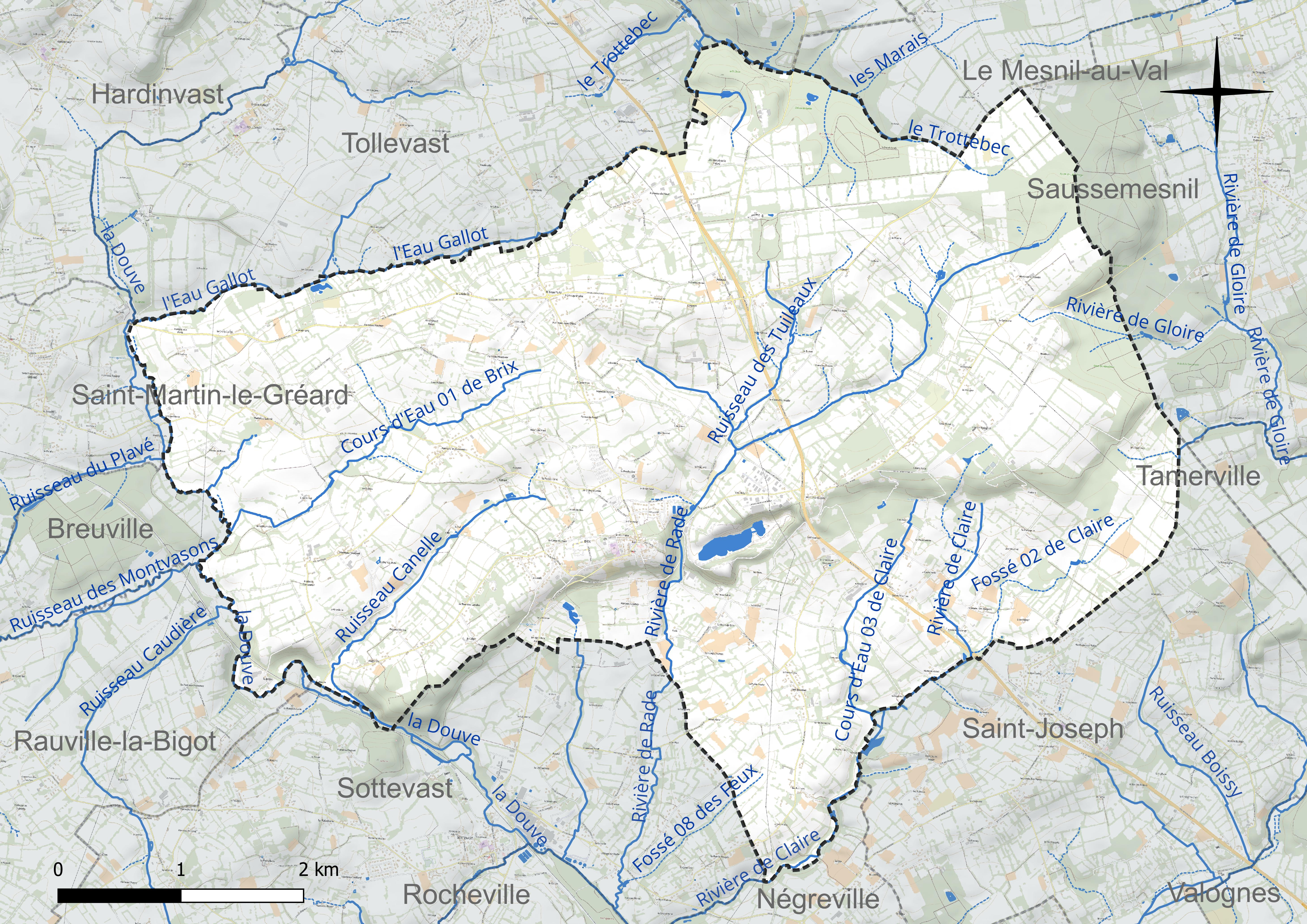
Réseau hydrographique de Brix.

Le Trottebec, d'une longueur de 14 km, prend sa source dans la commune, dans la partie nord-est de son territoire, et se jette dans la Divette à Cherbourg-en-Cotentin, après avoir traversé quatre communes. Les caractéristiques hydrologiques du Trottebec sont données par la station hydrologique située sur la commune de Cherbourg-en-Cotentin. Le débit moyen mensuel est de 0,299 m3/s. Le débit moyen journalier maximum est de 5,43 m3/s, atteint lors de la crue du 5 décembre 2010. Le débit instantané maximal est quant à lui de 9,32 m3/s, atteint le 24 décembre 1999.

### Climat
Pour des articles plus généraux, voir Climat de la Normandie et Climat de la Manche.
En 2010, le climat de la commune est de type climat océanique franc, selon une étude du CNRS s'appuyant sur une série de données couvrant la période 1971-2000. En 2020, Météo-France publie une typologie des climats de la France métropolitaine dans laquelle la commune est exposée à un climat océanique et est dans la région climatique Normandie (Cotentin, Orne), caractérisée par une pluviométrie relativement élevée (850 mm/a) et un été frais (15,5 °C) et venté.
Pour la période 1971-2000, la température annuelle moyenne est de 10,7 °C, avec une amplitude thermique annuelle de 11,3 °C. Le cumul annuel moyen de précipitations est de 1 074 mm, avec 15,3 jours de précipitations en janvier et 8,4 jours en juillet. Pour la période 1991-2020, la température moyenne annuelle observée sur la station météorologique la plus proche, située sur la commune de Cherbourg-en-Cotentin à 11 km à vol d'oiseau, est de 12,1 °C et le cumul annuel moyen de précipitations est de 963,9 mm,. Pour l'avenir, les paramètres climatiques de la commune estimés pour 2050 selon différents scénarios d’émission de gaz à effet de serre sont consultables sur un site dédié publié par Météo-France en novembre 2022.

## Urbanisme

### Typologie
Au 1er janvier 2024, Brix est catégorisée commune rurale à habitat dispersé, selon la nouvelle grille communale de densité à sept niveaux définie par l'Insee en 2022.
Elle est située hors unité urbaine.
Par ailleurs la commune fait partie de l'aire d'attraction de Cherbourg-en-Cotentin, dont elle est une commune de la couronne,. Cette aire, qui regroupe 77 communes, est catégorisée dans les aires de 50 000 à moins de 200 000 habitants,.

### Occupation des sols
L'occupation des sols de la commune, telle qu'elle ressort de la base de données européenne d’occupation biophysique des sols Corine Land Cover (CLC), est marquée par l'importance des territoires agricoles (88,2 % en 2018), une proportion sensiblement équivalente à celle de 1990 (88,7 %).
La répartition détaillée en 2018 est la suivante : prairies (71,2 %), zones agricoles hétérogènes (10,2 %), forêts (8,5 %), terres arables (6,8 %), zones urbanisées (1,4 %), eaux continentales (1 %), zones industrielles ou commerciales et réseaux de communication (0,9 %).

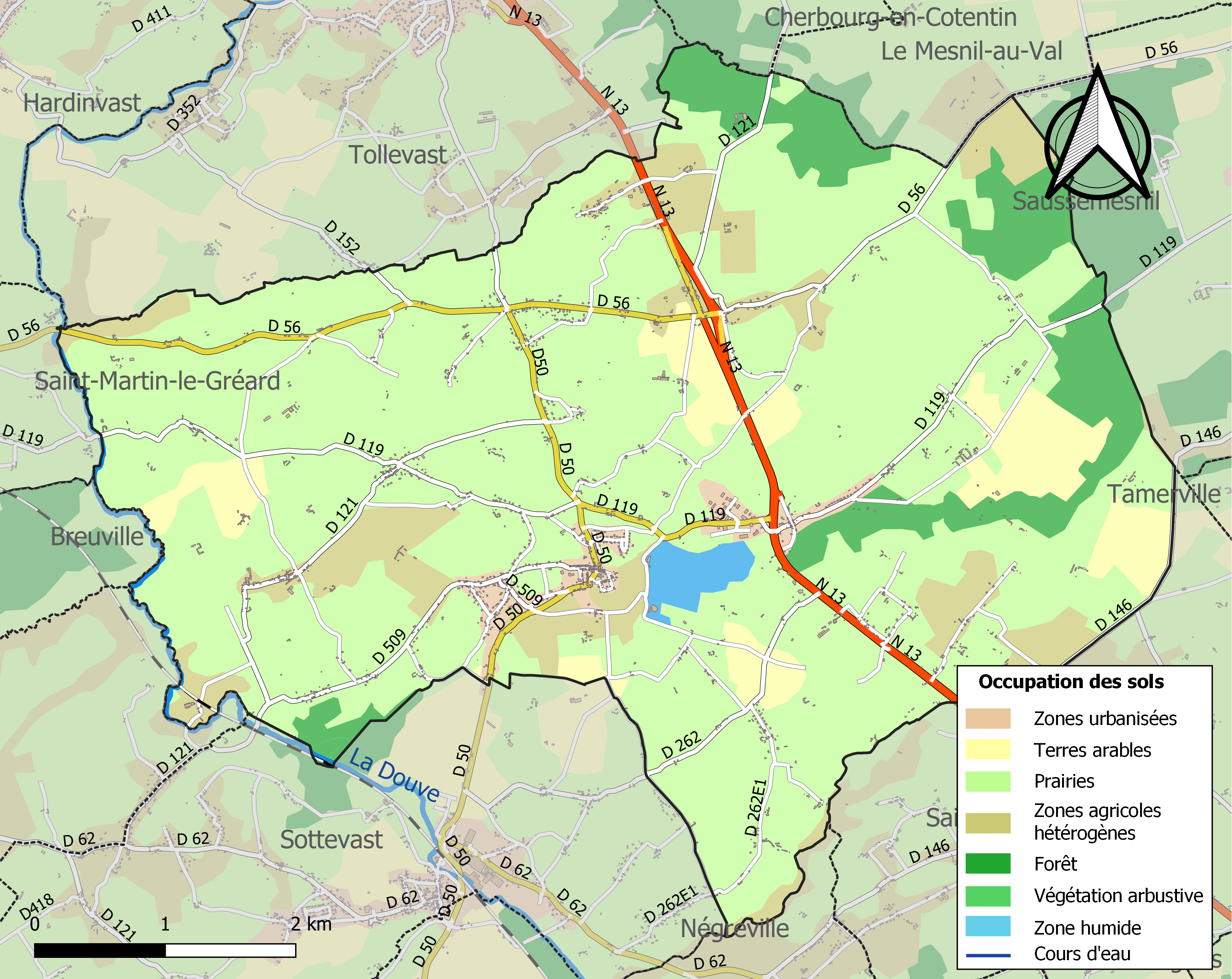
Carte des infrastructures et de l'occupation des sols de la commune en 2018 (CLC).

L'évolution de l’occupation des sols de la commune et de ses infrastructures peut être observée sur les différentes représentations cartographiques du territoire : la carte de Cassini (XVIIIe siècle), la carte d'état-major (1820-1866) et les cartes ou photos aériennes de l'IGN pour la période actuelle (1950 à aujourd'hui).

### Habitat et logement
En 2019, le nombre total de logements dans la commune était de 974, alors qu'il était de 928 en 2014 et de 875 en 2009.
Parmi ces logements, 91,7 % étaient des résidences principales, 4,2 % des résidences secondaires et 4,1 % des logements vacants. Ces logements étaient pour 98,5 % d'entre eux des maisons individuelles et pour 0,8 % des appartements.
Le tableau ci-dessous présente la typologie des logements à Brix en 2019 en comparaison avec celle de la Manche et de la France entière. Une caractéristique marquante du parc de logements est ainsi une proportion de résidences secondaires et logements occasionnels (4,2 %) inférieure à celle du département (15 %) et à celle de la France entière (9,7 %). Concernant le statut d'occupation de ces logements, 85,7 % des habitants de la commune sont propriétaires de leur logement (85,8 % en 2014), contre 63,4 % pour la Manche et 57,5 pour la France entière.
| Typologie                                               | Brix | Manche | France entière |
| ------------------------------------------------------- | ---- | ------ | -------------- |
| Résidences principales (en %)                           | 91,7 | 76,6   | 82,1           |
| Résidences secondaires et logements occasionnels (en %) | 4,2  | 15     | 9,7            |
| Logements vacants (en %)                                | 4,1  | 8,4    | 8,2            |

### Projets d'aménagement
En 2022, la réalisation de divers projets d'équipements est prévue par la municipalité. Il s'agit de la construction d'une maison d'assistantes maternelles dans le quartier de la Croix du Parc et celle d'un bâtiment paramédical dont l'aménagement sera modulable, avec quatre cabinets de professionnels, ainsi que la rénovation de la cantine scolaire. La construction de la salle associative et culturelle, est elle bloquée par des défauts de conception et de mise en œuvre.
S'y rajoute le lancement de la seconde tranche du lotissement de la Croix du Parc, destiné à accueillir 13 logements.

### Voies de communication et transports
Le territoire est traversé par la route nationale 13 menant à Valognes, Caen et Paris au sud et à Cherbourg au nord. Elle croise la route départementale no 56 au nord, qui permet de rejoindre Saint-Martin-le-Gréard à l'ouest et Le Theil au nord-est. Le bourg y est relié par la D 50 qui se prolonge au sud-ouest vers Sottevast. Passant au nord du bourg, la D 119 permet l'accès à la N 13 et se prolonge à l'est vers Ruffosses. Elle mène également à Saint-Martin-le-Gréard à l'ouest. D'autres départementales parcourent la commune permettant l'accès aux autres communes limitrophes et aux différents lieux-dits.
La commune est desservie par le transport en commun départemental par bus (Manéo) via la ligne 001 Cherbourg-en-Cotentin - Valognes - Carentan - Saint-Lô.

## Toponymie
Le nom de la localité est attesté sous les formes Brutius vers 825 (Geste de Fontenelle), Bruoto en 1026 et 1027 (copie XVIIe siècle), Bruis, Bruiz et Bruys entre le XIe et le XIVe siècle, Bris en 1399.
Les toponymistes Albert Dauzat et François de Beaurepaire ont considéré Brix comme une formation toponymique obscure et ne proposent aucune hypothèse,. Seul ce dernier croit reconnaître un radical Brut- sans doute prélatin et que l’on retrouverait dans Bruz (Ille-et-Vilaine, Brud 1067, Bruth 1084).
Remarques : ces deux auteurs ne rapprochent pas Brix de Bruys (Aisne, Bruyt 1507, Bruy XVIIIe siècle). D'un point de vue phonétique l'ancienne diphtongue [yi] s'est réduite à [i], comme on le constate par exemple dans buisson > bisson ou bruyère > brière, d'où Bruis > Bris, ce qui relève d’une tendance du français populaire cf.  et pis pour et puis. En revanche, l'anglo-normand a produit [y], puis [u], d'où Bruis > Brus, Robert de Bruis ou de Brus cf. ancien français ruile « règle » > anglais rule. Cette tendance est aussi observée en normand : pucher / puchi « puiser »; chure (Cotentin) [tʃyre] « cuire », etc..
Le gentilé est Brion. Brix est également indirectement à l'origine du prénom anglais Bruce, qui procède du nom de la famille de Brus.

## Histoire
C'est un site fortifié de hauteur, d'origine probablement protohistorique, qui a été logiquement choisi, à l'époque franque, comme implantation du village de Brix,.
Le vicus de Brix, site d'une résidence aristocratique, documentée au IXe siècle par la Chronique de Fontenelle, établi d'après cette chronique « sur le replat d'une colline élevée, bordée au midi par une rivière nommée Undva », présente l'aspect d'un éperon barré, défendu à l'ouest par un talus fossoyé de plus de 8 m de haut, englobant une enceinte d'environ 500 m de long sur 250 m de large.

### Préhistoire
Brix est un village édifié à l’intérieur d’une fortification protohistorique. Près du prieuré de la Luthumière fut découvert un gisement datant du bronze ancien.
L'occupation précoce du site est attestée dès 1861, quand l'abbé de la paroisse, Le Goupils, signale la présence d'un « haut mur ». Celui-ci est le vestige, long de 250 mètres et haut de 6 mètres, d'un talus, exemple de système défensif de type éperon barré. Les artéfacts retrouvés fortuitement à l'intérieur de l'éperon, ainsi que ceux trouvés dans l'enceinte du château d'Adam, se rapportent à une première occupation au début de l'âge du fer, et une deuxième jusqu'à la fin de l'empire romain où le lieu servit probablement de poste de surveillance de la voie romaine de Cosedia (Coutances) à Coriallo (Cherbourg), via Alauna (Valognes).

### Moyen Âge
Vers le milieu du VIIIe siècle, Brix devient un lieu de pèlerinage pour les reliques de  saint Georges et un morceau de la Vraie Croix, trouvés sur la côte de Portbail. Selon la légende issue des chroniques de l'abbaye de Fontenelle, le seigneur de Cherbourg et les religieux appelés pour décider de la découverte, déposèrent le tout dans un chariot tiré par deux vaches livrées à la déambulation « …sans conducteur et sans guide, au lieu qui jusqu'à présent s'est appelé Brucius et qui appartenait à un homme illustre… ». Afin d’accueillir les reliques, ont construisit une basilique et deux églises. Dans l'état de nos connaissance, mis à part peut-être la localisation de l'église, on ignore l'emplacement de ces édifices et ce qu'il advint du système de défense lors des incursions bretonnes (cf. traité de Compiègne) et scandinaves du IXe siècle.
Le castellum de Brix fait partie du douaire de la duchesse Adèle, constitué vers 1025-1026 lors du mariage de Richard III de Normandie.
Robert Bruce, seigneur de Brix, et ses deux fils, Adam (Adelme) et Guillaume et 200 villageois de Brix, accompagnèrent Guillaume de Normandie à Hastings en 1066. Ils reçurent des terres du comté d'York.
Un prieuré Saint-Pierre est fondé en 1106 par Adam de Bruis, évêque de Coutances, à la Luthumière, dépendant de l'abbaye de Saint-Sauveur-le-Vicomte. Vers 1180, Henri II, concède, en raison de son office de connétable de Normandie, à Guillaume du Hommet huit fiefs en Angleterre, et trois en Normandie : Maisy, La Haie de La Luthumière (Brix) et Auppegard. En 1190 à Tours, Richard Cœur de Lion confirme la concession, car l'office était tenu par son père, Richard Ier,.
Un château en ce même lieu sera le siège d'une baronnie dont le titre, transmis par les Goyon de Matignon, est aujourd'hui porté par le prince de Monaco. Une autre baronnie est fondée, ayant pour siège le château d'Adam, construit par Adam de Brix. De cette dernière baronnie seront issus des rois d'Écosse, dont Robert de Bruce (les de Brix étant également appelés de Bruce).
Les barons de Brix avaient droit de séance à l'Échiquier de Normandie.
Lors de la seconde phase de la guerre de Cent Ans et l'occupation anglaise de la Normandie (1418-1450), Thomas Burgh est en 1426 en possession de la baronnie de La Luthumière, qu'il avait reçue dès 1419 par don royal, après sa confiscation sur Jehan Piquet,. Après le départ des Anglais, Guillaume Le Tellier, qui avait hérité des droits de son oncle, Jean Piquet, récupère, en 1451, la baronnie de La Luthumière. La terre est à nouveau confisquée par Louis XI et fera retour en 1484, par décision de l'Échiquier de Normandie, au petit-fils de Jean Piquet.
Une foire annuelle dite de la Saint-Denis se tenait le 9 octobre.

### Temps modernes
En 1567, Jean de La Luthumière, écuyer, baron, de La Luthumière, sieur de La Haye-d'Ectot, Le Buisson à Besneville, de Mons à Yvetot-Bocage et d'Yvetot, est taxé de 65 livres dans le rôle des nobles et roturiers, au titre du ban et de l'arrière ban de la vicomté de Coutances, réalisé par Gilles Dancel, seigneur d'Audouville, lieutenant général du bailli de Cotentin, tenu à Coutances les 20-22 octobre. La baronnie de La Luthumière, tenue du roi sous la vicomté de Valognes et dont le chef était à Brix, avait des extensions sur Rauville-la-Bigot, Sottevast, Breuville, Saint-Martin-le-Gréard, Couville, Yvetot, Gatteville, Barfleur, Huberville, Morville, Négreville, Saint-Germain-de-Varreville, Saint-Martin-de-Varreville, Foucarville, Audouville-la-Hubert et Turqueville.
En 1594, c'est Antoine de La Luthumière († 1619), baron de La Luthumière, qui est seigneur du lieu, et de La Haye-d'Ectot. Lui succède son fils, François Le Tellier de La Luthumière (1579-1658), seigneur et patron de Brix, La Haye-d'Ectot et autres seigneuries, gouverneur de la ville et du château de Cherbourg. Son fils, aussi nommé François Le Tellier de La Luthumière (1617-1699), fonda le séminaire de Valognes . Sa fille et seule héritière, Marie-Françoise de La Luthumière (1625-1695), épousa le 14 octobre 1648, Henri de Matignon (1633-1682), comte de Torigni et lieutenant du roi en Normandie.
La baronnie de la Luthumière est devenue possession des princes de Monaco par Jacques IV Goyon de Matignon.
Au XVIe siècle, Brix accueille une verrerie, proche de la rivière de Claire. C'est Pierre de Belleville, qui monté en Cotentin et qui travailla en 1548 à la verrerie du Breuil à Couville, s'installe à Brix en 1549 et y fonde avec son frère Guillaume, ainsi que ses deux cousins, Anebert et Nicolas la verrerie de Belleville,.
En 1773, le fisc de Brix perdit le bailliage au profit de Valognes.

### Époque contemporaine
En 1929, Brix (1 675 habitants en 1926) cède, ainsi que Négreville et Tamerville, une partie au sud-est de son territoire pour la création de la commune de Saint-Joseph (556 habitants en 1931),.

## Politique et administration

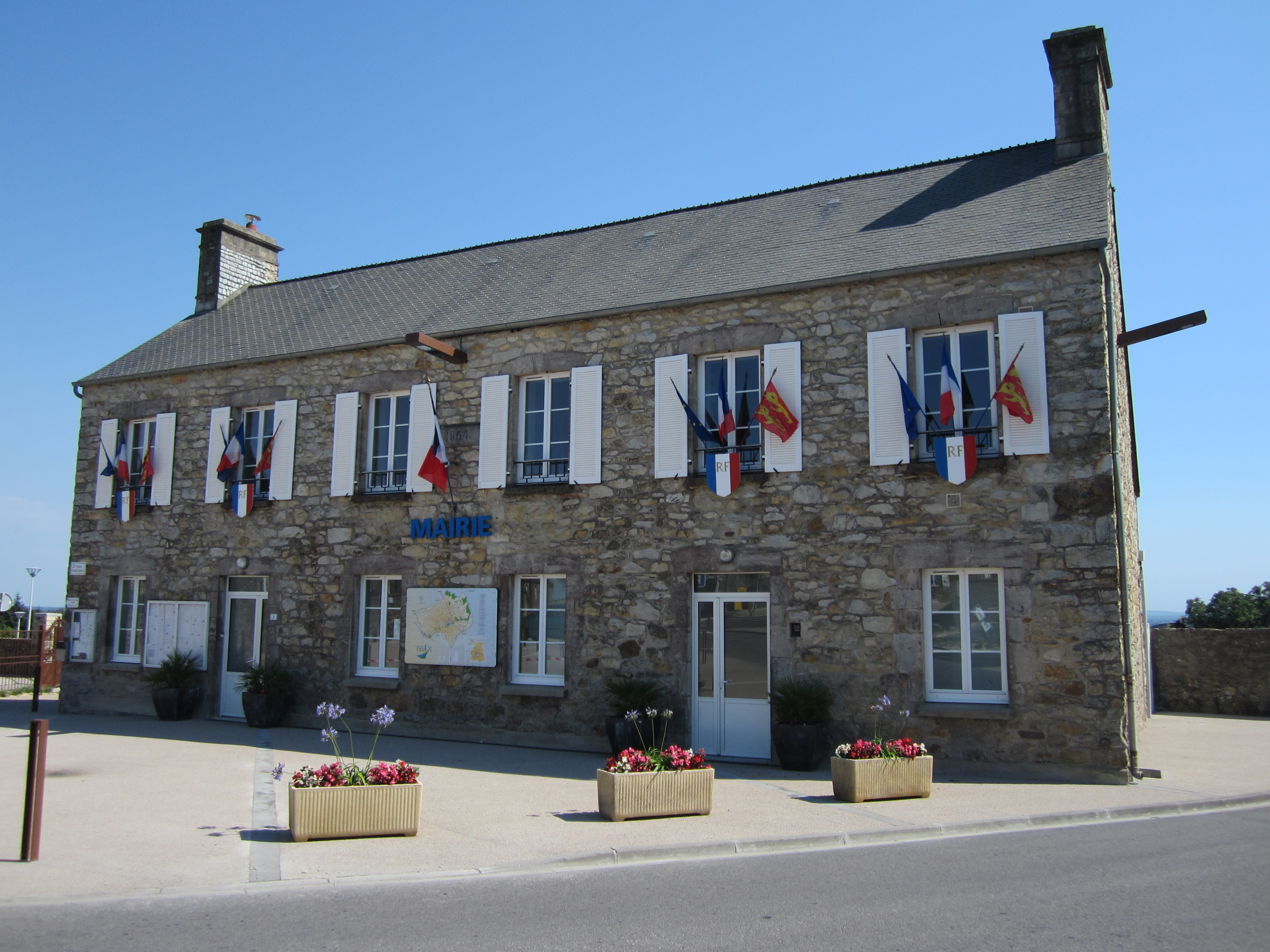
Mairie.

### Rattachements administratifs et électoraux

#### Rattachements administratifs
La commune se trouve depuis 1926 dans l'arrondissement de Cherbourg-Octeville du département de la Manche.
Elle faisait partie depuis 1801 du canton de Valognes. Dans le cadre du redécoupage cantonal de 2014 en France, cette circonscription administrative territoriale a disparu, et le canton n'est plus qu'une circonscription électorale.

#### Rattachements électoraux
Pour les élections départementales, la commune fait partie depuis 2014 d'un nouveau canton de Valognes
Pour l'élection des députés, elle fait partie de la troisième circonscription de la Manche.

### Intercommunalité
Brix était membre de la communauté de communes du Bocage valognais, un établissement public de coopération intercommunale (EPCI) à fiscalité propre créé fin 2000 et auquel la commune avait transféré un certain nombre de ses compétences, dans les conditions déterminées par le code général des collectivités territoriales.
Cette intercommunamité fusionne avec la communauté de communes du canton de Bricquebec-en-Cotentin pour former, le 1er janvier 2014, la communauté de communes du Cœur du Cotentin
Dans le cadre des dispositions de la loi portant nouvelle organisation territoriale de la République du 7 août 2015, une nouvelle fusion intervient le 1er janvier 2017 pour former une vaste intercommunalité dont le territoire est constituée par toute la pointe du Cotentin, la communauté d'agglomération du Cotentin, dont est désormais membre la commune.

### Tendances politiques et résultats
Lors du premier tour des élections municipales de 2014 dans la Manche, la liste SE menée par Noëlle Benoist obtient la majorité absolue des suffrages exprimés, avec 757 voix (69,70 %, seize conseillers municipaux élus dont trois intercommunaux), devançant très largement celle également SE menée par Philippe Vautier, qui a recueilli 329 voix (30,29 %, 3 conseillers municipaux élus).
Lors de ce scrutin, 35,43 % des électeurs se sont abstenus.
Lors des élections municipales de 2020 dans la Manche, une seule liste, menée par le maire sortant DVD Pascal Lebruman se présente et est donc élue en totalité avec 456 voix. Lors de ce scrutin marqué par la pandémie de Covid-19 en France, 71,99 % des électeurs se sont abstenus et 9,16 % des votants ont choisi un bulletin blanc ou nul.
À la suite de dissensions au sein du conseil municipal, plus d'un tiers de ses membres ont démissionné entre 2021 et 2022, amenant l'organisation de nouvelles élections municipales le 29 janvier 2023,. 
Lors de ce scrutin, la liste menée par Sophie Buhot obtient la majorité absolue des suffrages exprimés, avec 539 voix (65 %, 16 conseillers municipaux élus), devançant très largement celle menée par Christian Vimont, ancien maire-adjoint, qui a recueilli 288 voix (35 %, 3 conseillers municipaux élus).
53,42 % des électeurs se sont alors abstenus.

### Administration municipale
Compte tenu de la population de la commune, son conseil municipal est composé de dix-neuf membres dont le maire et ses adjoints.

### Liste des maires
| Période       | Période      | Identité              | Étiquette | Qualité                                                                                                   |
| ------------- | ------------ | --------------------- | --------- | --- |
| '             |              |                       |           | |
| …1792         | 1792…        | René Hamel            |           | |
| …1793         | 1793…        | Christophe Adam       |           | |
| …1796         | 1798…        | René Hamel            |           | |
| …1799         | 1799…        | Jacques Le Roux       |           | |
| 1800          | 1813         | Jouachin Morin        |           | |
| 1813          | 1822         | G. Travert du Mouchel |           | |
| 1822          | 1824         | J.L. Leroux-Baspre    |           | |
| 1824          | 1831         | Pascal Vrac           |           | |
| 1831          | 1832         | Bon tienne Meurdrac   |           | |
| 1832          | 1843         | Jean-René Hamel       |           | |
| 1843          | 1846         | Eugène Mabire         |           | |
| 1847          | 1848         | Jean-François Laisne  |           | |
| 1848          | 1864         | Pascal Vrac           |           | |
| 1864          | 1868         | Frédéric Vrac         |           | |
| 1868          | 1874         | Charles-Louis Leroy   |           | |
| 1874          | 1878         | Pierre Langevin       |           | |
| 1878          | 1884         | Germain Hadoy         |           | |
| 1884          | 1888         | Victor Hadoy          |           | |
| 1888          | 1929         | Charles Pasquier      |           | |
| 1929          | 1959         | Désiré Pasquier       |           | |
| 1959          | 1965         | Noël Caen             |           | |
| 1965          | mars 1983    | Jean Allix            |           | |
| mars 1983     | mars 2001    | Désiré Pasquier       |           | Maire honoraire                                                                                           |
| mars 2001     | mars 2014    | Daniel Lebunetel      | DVD       | Chef d'entreprise Vice-président de la CC du Bocage valognais Vice-président de la CC du Cœur du Cotentin |
| mars 2014     | janvier 2017 | Noëlle Benoist        | DVD       | Inspectrice des finances publiques Vice-présidente de la CC du Cœur du Cotentin Démissionnaire            |
| janvier 2017  | février 2023 | Pascal Lebruman       | SE-DVD    | Contrôleur en radioprotection Mandat écourté par la démission d'une partie du conseil municipal           |
| février 2023, | En cours     | Sophie Buhot          | SE        | Assistante dentaire et aide prothésiste                                                                   |

## Équipements et services publics
La commune dispose de la salle socio-culturelle du Haut-Mur.

### Enseignement
Les enfants de Brix sont scolarisés dans une école qui, en 2019-2020, accueille 186 élèves d'âges maternel et primaire.

### Santé
Le bourg accueille un cabinet médical.

### Postes et télécommunications
Après la fermeture du bureau de poste en juillet 2021 et celle d'un premier point relais, un accueil postal est assuré depuis 2022 au bar-épicerie-tabac « L’Horizon »,.

## Population et société

### Démographie
L'évolution du nombre d'habitants est connue à travers les recensements de la population effectués dans la commune depuis 1793. Pour les communes de moins de 10 000 habitants, une enquête de recensement portant sur toute la population est réalisée tous les cinq ans, les populations de référence des années intermédiaires étant quant à elles estimées par interpolation ou extrapolation. Pour la commune, le premier recensement exhaustif entrant dans le cadre du nouveau dispositif a été réalisé en 2006.

En 2022, la commune comptait 2 146 habitants, en évolution de +0,89 % par rapport à 2016 (Manche : −0,31 %, France hors Mayotte : +2,11 %).
| 1793  | 1800  | 1806  | 1821  | 1831  | 1836  | 1841  | 1846  | 1851  |
| ----- | ----- | ----- | ----- | ----- | ----- | ----- | ----- | ----- |
| 2 653 | 2 954 | 2 823 | 3 250 | 3 088 | 3 055 | 3 004 | 2 807 | 2 756 |

| 1856  | 1861  | 1866  | 1872  | 1876  | 1881  | 1886  | 1891  | 1896  |
| ----- | ----- | ----- | ----- | ----- | ----- | ----- | ----- | ----- |
| 2 615 | 2 485 | 2 517 | 2 289 | 2 181 | 2 163 | 2 114 | 2 199 | 2 054 |

| 1901  | 1906  | 1911  | 1921  | 1926  | 1931  | 1936  | 1946  | 1954  |
| ----- | ----- | ----- | ----- | ----- | ----- | ----- | ----- | ----- |
| 1 931 | 1 874 | 1 826 | 1 633 | 1 675 | 1 557 | 1 537 | 1 503 | 1 443 |

| 1962  | 1968  | 1975  | 1982  | 1990  | 1999  | 2006  | 2011  | 2016  |
| ----- | ----- | ----- | ----- | ----- | ----- | ----- | ----- | ----- |
| 1 447 | 1 357 | 1 323 | 1 600 | 1 828 | 1 928 | 2 020 | 2 069 | 2 127 |

| 2021  | 2022  | - | - | - | - | - | - | - |
| ----- | ----- | - | - | - | - | - | - | - |
| 2 149 | 2 146 | - | - | - | - | - | - | - |

### Manifestations culturelles et festivités
Le premier week-end d'octobre voit se dérouler dans cette commune la foire Saint-Denis, une des grandes foires annuelles traditionnelles du Cotentin.

### Sports et loisirs
L'Association sportive de Brix fait évoluer trois équipes de football en divisions de district.
La sixième Bri'zeuse, un ensemble de trails et de marches, est organisée le 6 mai 2022 par le FC B2S dans les champs et chemins de Brix.

## Culture locale et patrimoine

### Lieux et monuments
- Le château de Brix ou château d'Adam

Le château d'Adam des XIe – XIIIe siècles, rasé en 1215 sous les ordres de Philippe Auguste, est le plus ancien monument de la commune de Brix. Il tire son nom d'Adam de Bruis ou de Brix, seigneur du lieu, vivant au XIe siècle. Vers 1026, Richard III concède en douaire à sa fiancée la duchesse Adèle plusieurs propriétés dont la forteresse de Brix.
Il s'agit d'une enceinte formée par une importante levée de terre avec son fossé, et cour intérieure, le tout placé au sommet d'un éperon barré. Cette enceinte principale est accompagnée vers l'ouest d'une basse cour elle-même protégée par une butte et son fossé. Cette dernière enceinte n'est plus que partiellement visible.
Jusqu'en 1204, des constructions de pierres existaient dans l'enceinte située au bout de l'éperon barré. Une tour ronde semble avoir commandé le lieu. Il n'en reste plus que des substructions difficilement lisibles.
L'emplacement a été racheté au XIXe siècle par une autre famille de Brix. En 1912, un château neuf a été construit sur une partie de l'ancienne basse cour, dans le style du XVIIIe siècle français. La Première Guerre mondiale n'en a pas permis l'achèvement, ce qui a sauvé de la destruction une maison presbytérale du XVIIe siècle.
Une levée de terre constitue le principal du Haut-Mur de Brix, la fortification du château initial.
On peut également signaler :
- Manoir du Val-de-Brix du XVIe siècle, et son colombier inscrit au titre des monuments historiques[74].

Outre le colombier, subsiste de l'ancien manoir à cour fermée du XVIe siècle le corps de logis flanqué de pavillons. Construit par la famille Mangon, vassale des seigneurs de la Luthumière, il est la possession au XIXe siècle d'Ernest Milcent (1854-1909).
- Château du Mont-Épinguet : le château fut bâti sous le Premier Empire au début du XIXe siècle, dont il arbore le style au centre d'un plateau. En 1917 il est acquis par Lucien Ratti, propriétaire du grand magasin de Cherbourg, que les héritiers vendent en 1958[75].
- Ferme-manoir de la Luthumière du XVIe siècle. Henri II d'Angleterre qui régna de 1154 à 1189, concéda la baronnie de la Luthumière à Richard du Hommet († v. 1181)[76]. Le premier château est construit, après 1180, par Guillaume de Brix[77], et reconstruit au XVe siècle[78].

À la suite de l'extinction en 1272 de la branche aînée des du Hommet, la baronnie échut à la famille de Mortemer,.
À l'occasion de la réalisation d'un terrier réalisé à compter du 13 juin 1368 il apparaît que la seigneurie de La Luthumière est divisée en trois entités : La Luthumière à Brix, Rauville-la-Bigot et Sainte-Marie-du-Mont. En 1480, on y ajoute La Haye-d'Ectot.
Catherine-Thérèse de Goyon de Matignon-Thorigny, petite fille de la duchesse d'Estouteville et épouse de Jean-Baptiste Colbert de Seignelay, y est née. Au décès de sa mère, elle reçoit les seigneuries d'Yvetot, de la Haye-d'Ectot et de Carteret. Sur le rebord du plateau, en face du manoir actuel, vestiges du château d'origine avec son entrée fortifiée et de nombreuses substructions, dont un fragment de salle et couloir souterrain. Les traces d'une chapelle et d'un cimetière furent également rencontrées.
- Ancien prieuré Saint-Pierre-de la Luthumière (XVe – XVIIe siècles), créé par des donations effectuées par la famille de Brix et d'autres seigneurs du Cotentin au profit des bénédictins de l'abbaye de Saint-Sauveur-le-Vicomte[84].
- Château et chapelle du Pannelier du XIXe siècle.
- Château Frémond du XIXe siècle.
- Église Notre-Dame des XIIe, XVIe – XVIIIe siècles remarquable avec son porche gothique orné d’une Vierge à l'Enfant flanquée de mufles de lions.

Elle abrite un ensemble retable-maître-autel et une Vierge à l'Enfant dite « Notre-Dame des Neiges » du XVIIe siècle, œuvres classées au titre objet aux monuments historiques. L'église conserve également quelques fragments de sarcophages mérovingiens, des éléments sculptés de l’époque romane, des fonts baptismaux du XVIIe à figures d’anges et une verrière du XIXe de Claudius Lavergne.
- If funéraire de plus de 8 m de circonférence et de 800 ans d'âge dans le cimetière[32].
- Chapelle et fontaine Saint-Jouvin anciennement Saint-Jouyn, qui était le lieu d'un culte millénaire consacré, selon la tradition à un saint qui aurait été le constructeur de la première cathédrale de Coutances[84].
- Oratoire Notre-Dame-de-Grâce et sa « Pierre des morts ».
- Stèle commémorant la bataille d'Hastings, près de l'oratoire
- Un camp romain y a été signalé[82].
- La voie de la Liberté traverse le territoire communal en empruntant la nationale 13.
- Restes de l'ancienne forêt de Brix.
- Parc de Clair Bois du XXe siècle. Le jardin répertorié à l'Inventaire général du patrimoine culturel[86] a été labellisé « Jardin remarquable » le 16 juillet 2020[87].

Plusieurs chemins de randonnées sillonnent la commune.

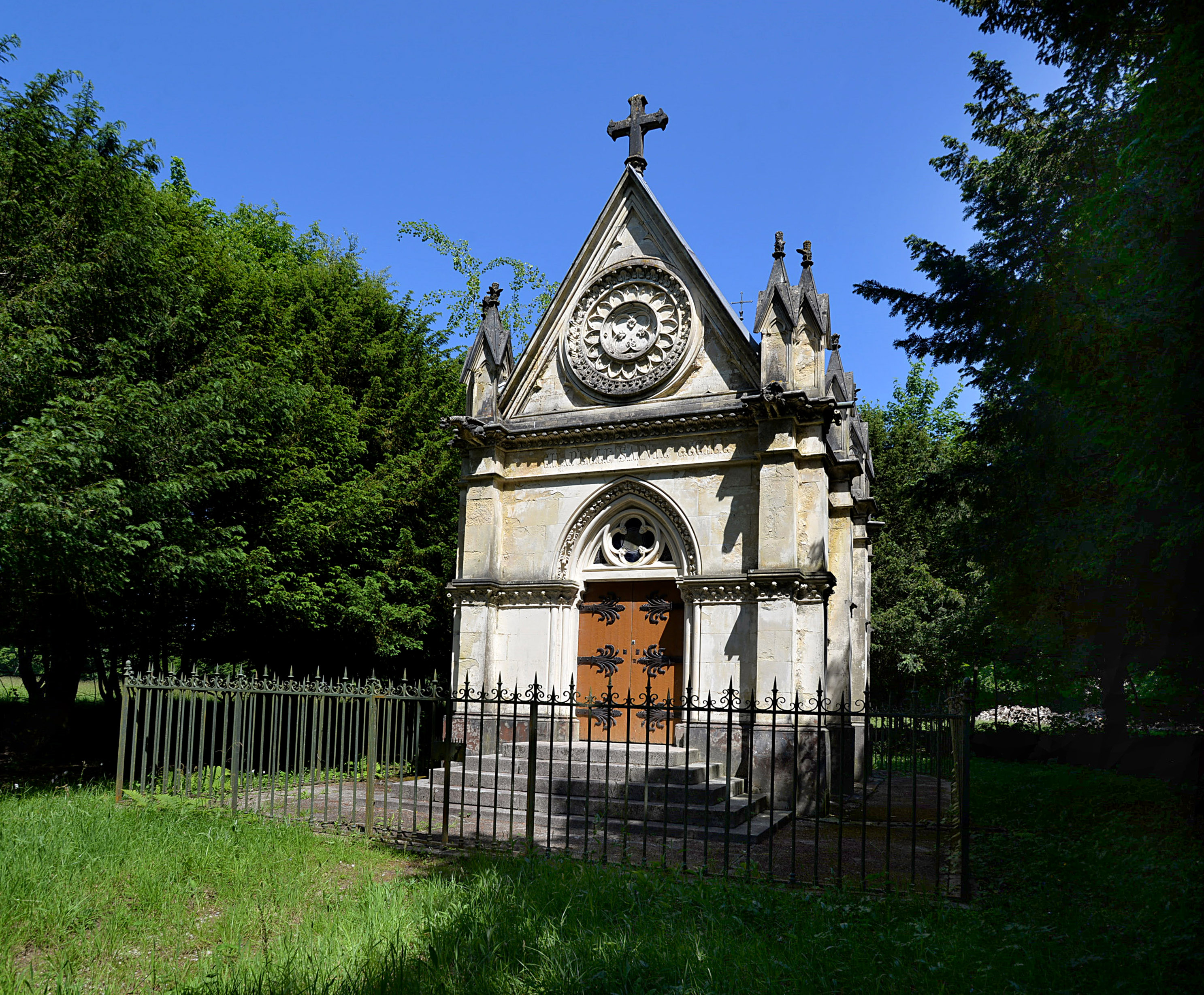
La chapelle Sainte-Cécile de Pannetier.
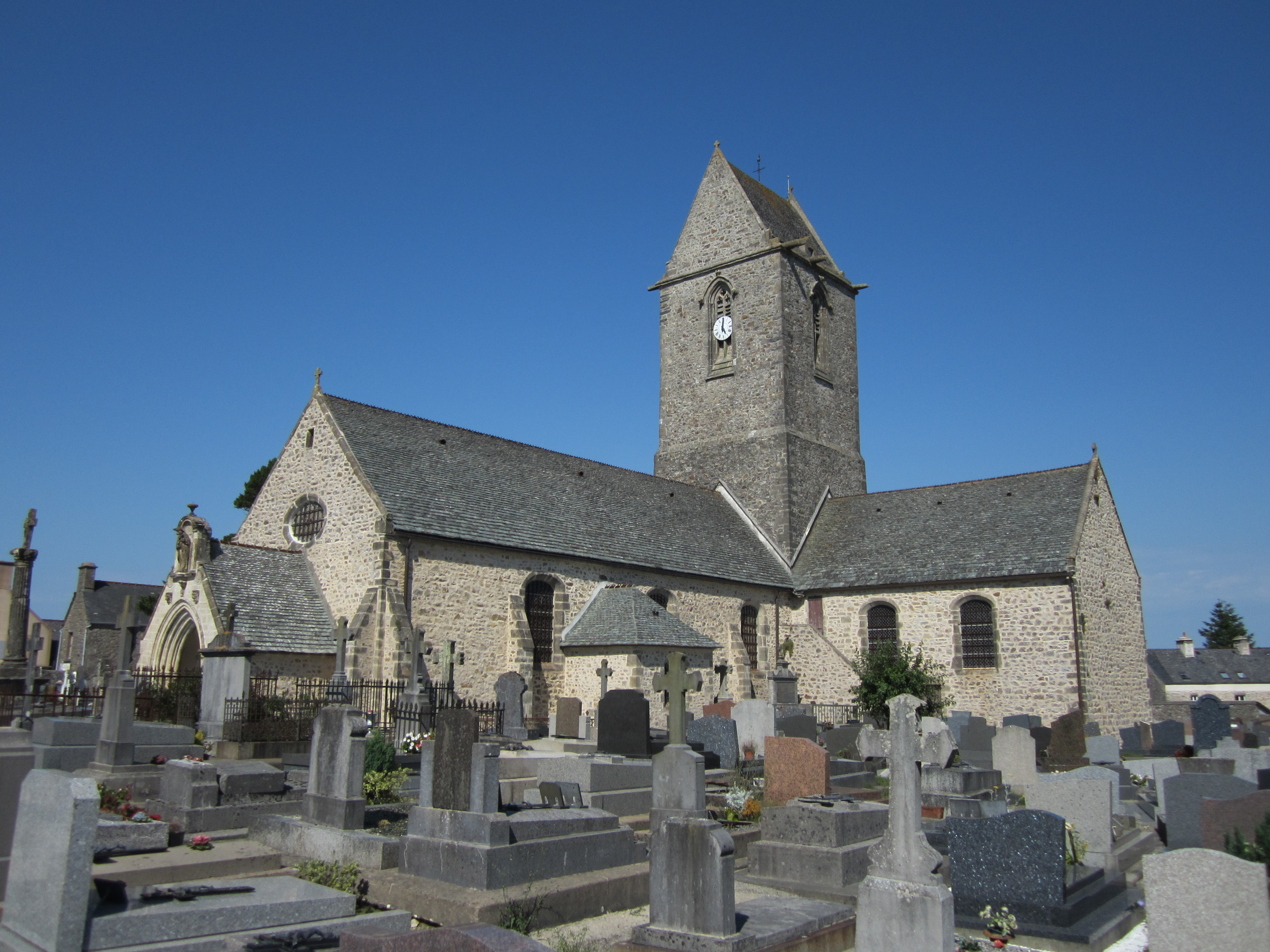
L'église Notre-Dame.
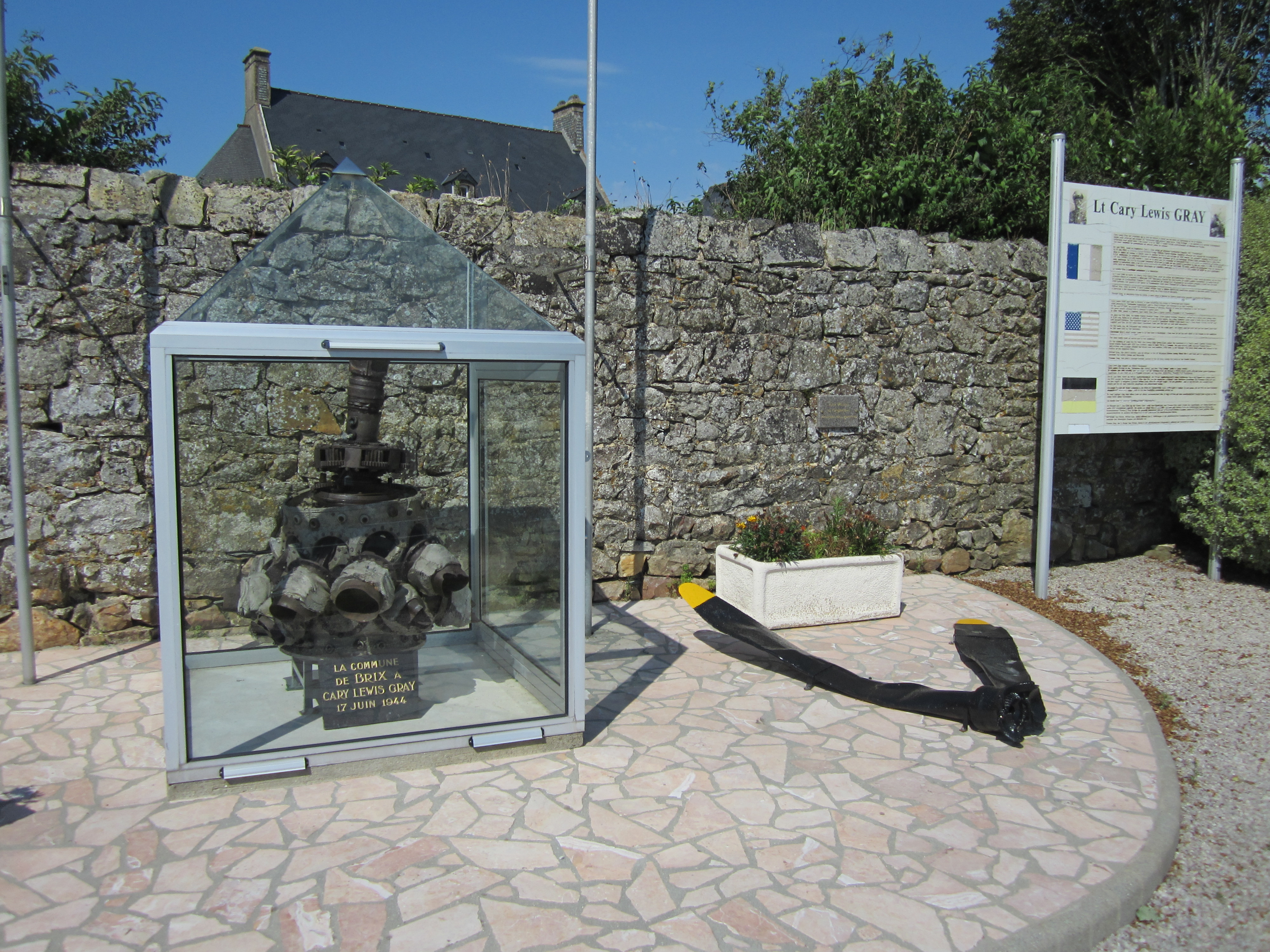
La stèle en l'honneur du pilote Lt Cary Lewis Gray, mort dans le crash de son avion.
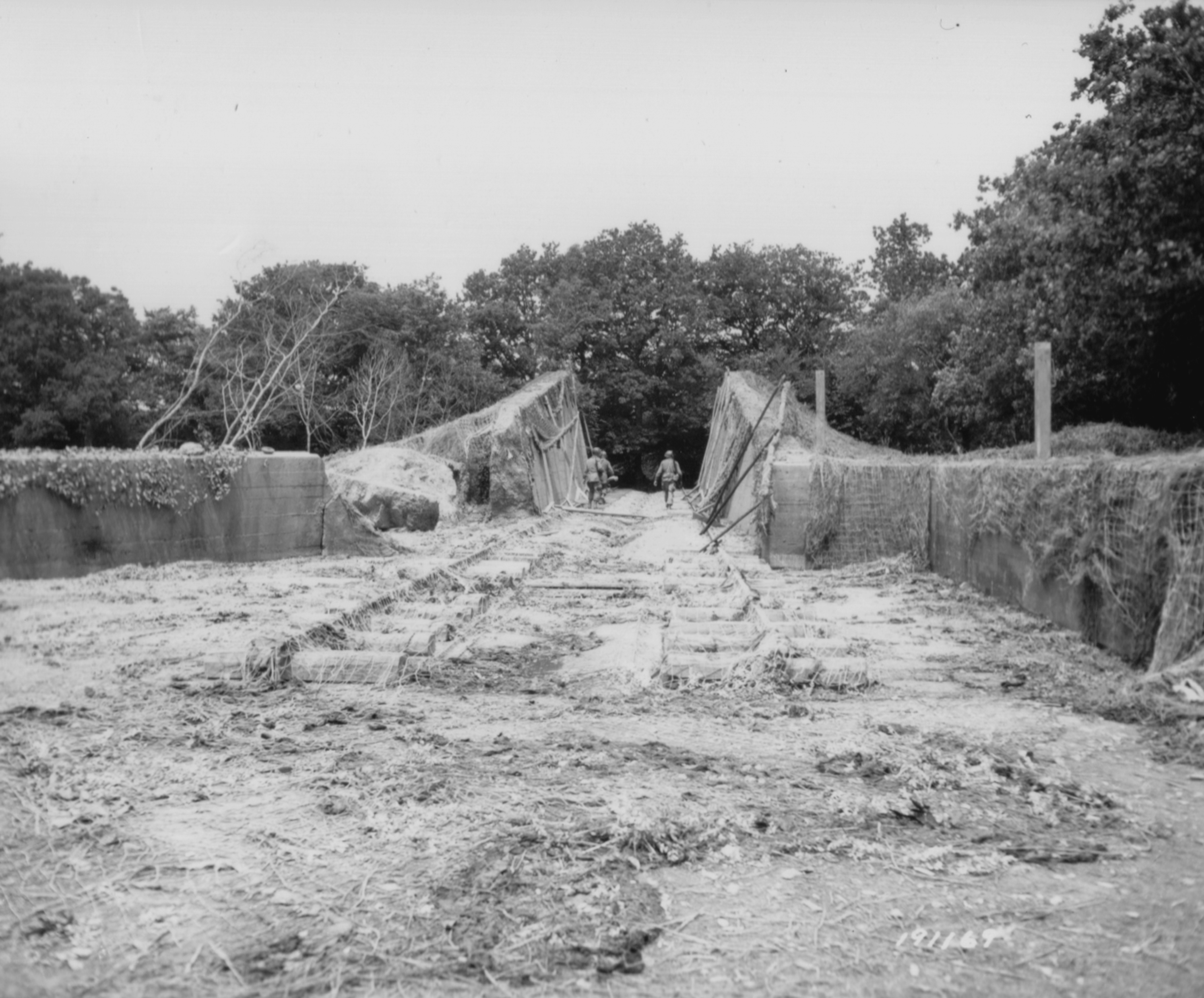
Rampe de lancement de V1 au château du Pannelier.

### Personnalités liées à la commune
- Famille Bruce, ancienne graphie de Brix dont elle est originaire, dont des membres régnèrent sur l'Écosse à partir de 1306 avec Robert Ier dit Robert VIII de Bruce (1274-1329).
- Hervé Dannemont, fils cadet d'un maître verrier de Brix, il quitte la Normandie pour l'île Bourbon, où il arrive le 9 juillet 1665 à bord du navire Le Taureau. Il est l'un des vingt premiers colons de l'île de Bourbon. Aujourd'hui, une trentaine de familles vit à La Réunion sous le patronyme un peu modifié de Dennemont. La famille Dannemont disparaît au XVIIIe siècle en se transformant en Dalmont.